# Suzuki TS50X

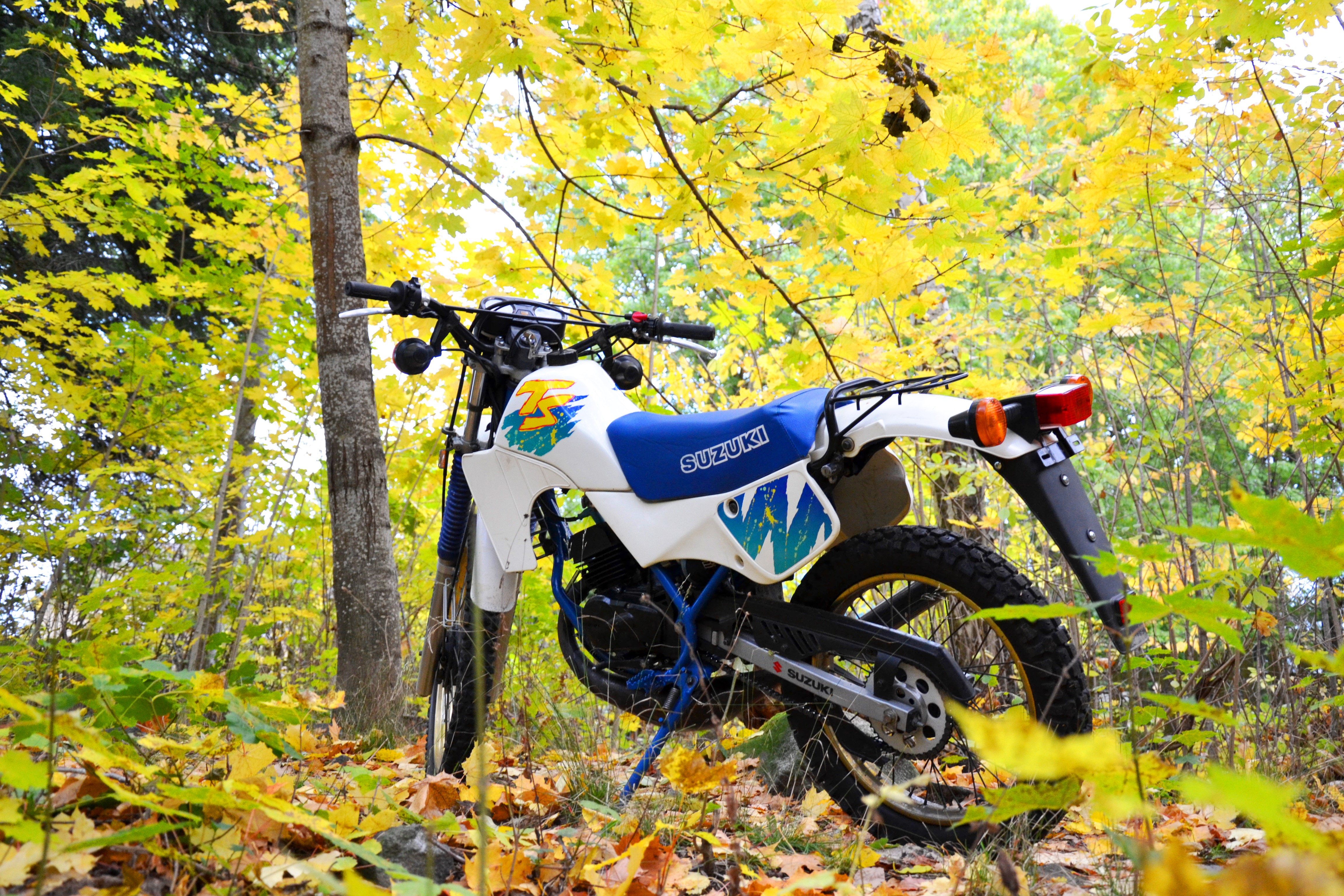
Suzuki TS50X

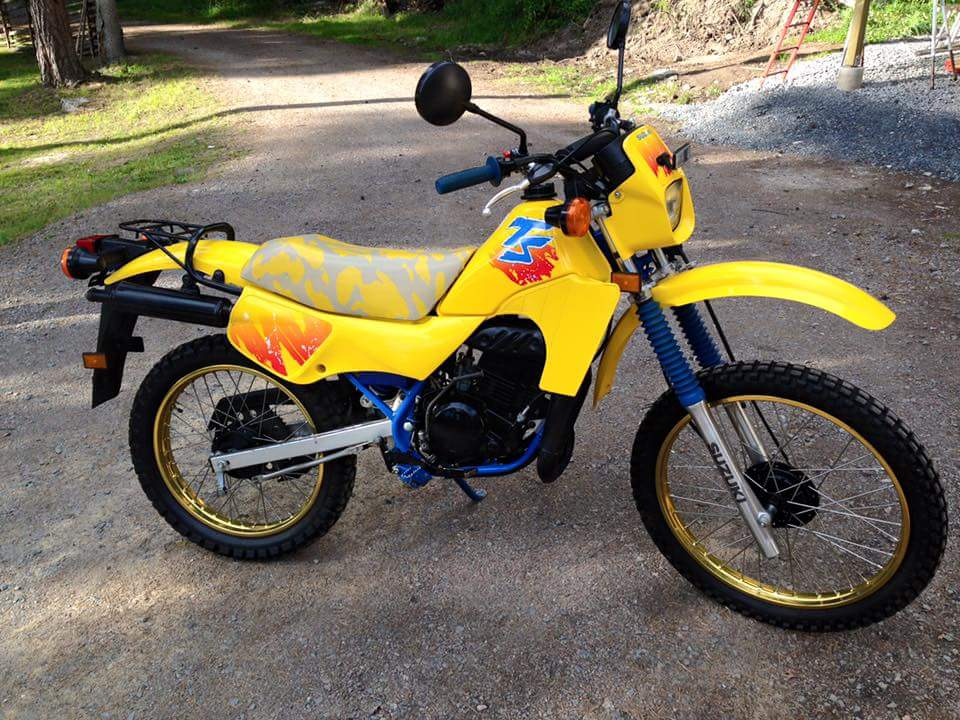
Gul med kortsadel.
Till synes helt korrekt originalutseende

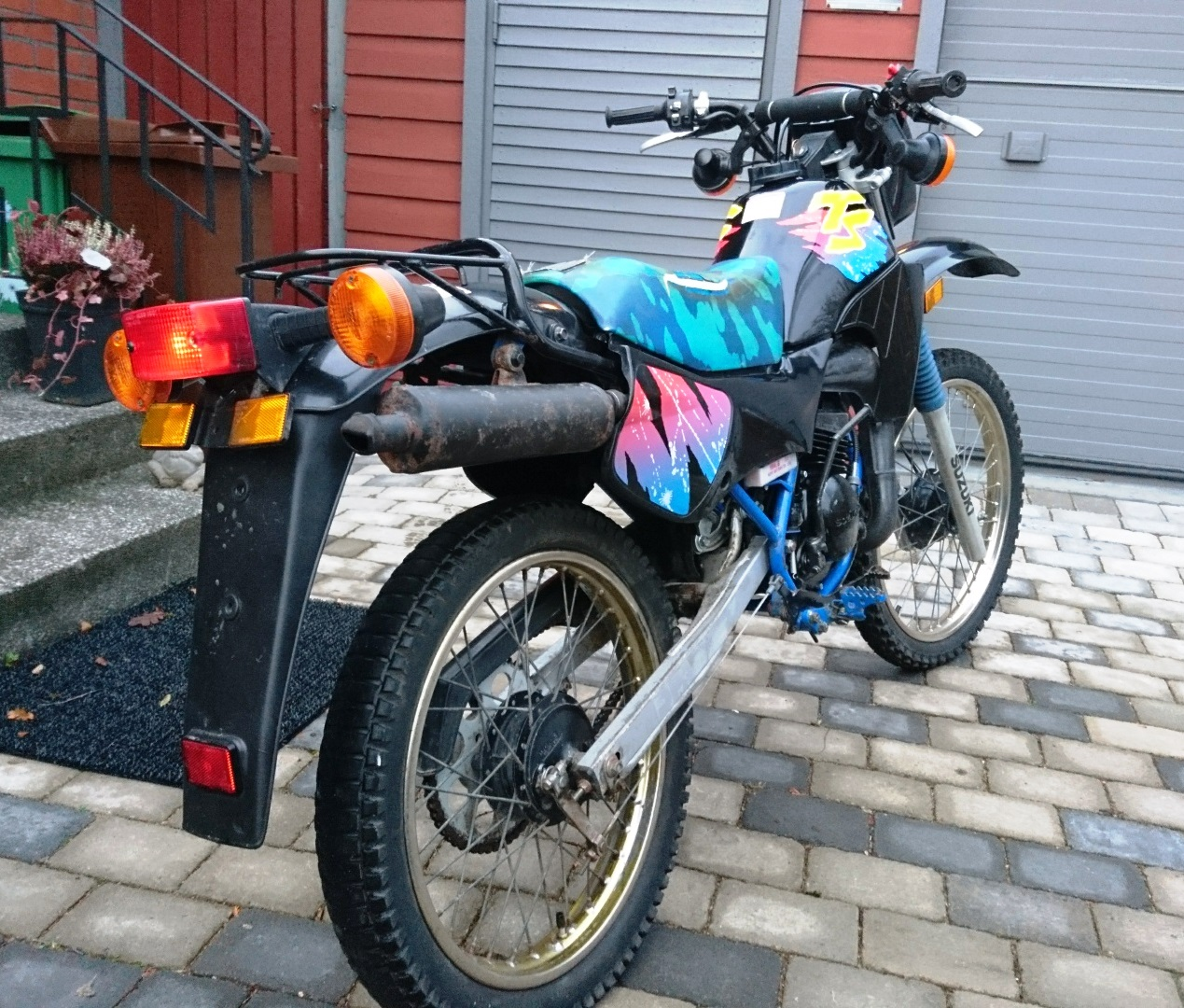
Svart med kortsadel.
Avviker från original med fel placering på de orangea reflexerna

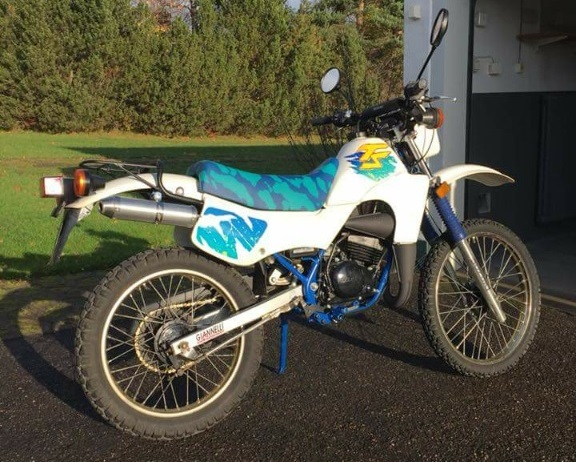
Vit med långsadel.
Avviker från original med ljuddämpare och avsaknaden av förlängd bakskärm

TS50X är en moped tillverkad av den japanska tillverkaren Suzuki mellan 1984 och 2000. För den svenska marknaden importerades den endast ett år 1992. Dock såldes de mellan 1991 och 1994.
Alla mopeder finns registrerade som 1992års modell hos den svenska geraralagenten för Suzuki i Sverige.

## TS50X modeller
| Namn     | Tillverkningstid           |
| -------- | -------------------------- |
| TS50 XKE | mars 1984-maj 1986         |
| TS50 XKG | maj 1986-april 1987        |
| TS50 XKH | april 1987-oktober 1988    |
| TS50 XKJ | oktober 1988- mars 1993    |
| TS50 XKM | augusti 1991- januari 1994 |
| TS50 XKR | februari 1994-2000         |

## Landskoder
TS50 hade unika landskoder för Europamarknaden:
E01= GENERAL
E02= UNITED KINGDOM
E16= NORWAY
E17= SWEDEN
E18= SWITZERLAND
E21= BELGIUM
E22= GERMANY
E25 =NETHERLANDS

## Färger
TS50 fanns att få i 5 olika färger på plast och tank:
Röd         såldes ej i Sverige. Fanns bara 1984-1987
Blå           såldes ej i Sverige. Fanns bara 1984-1987. Kom tillbaka 1994 med XKR
Vit           (kod 14L)
Gul          (kod 25Y)
Svart       (kod 21C)

## Chassi
Fjädringskonstruktionen lånades av Suzukis större syskon i cross-värden med ett länksystem och singeldämpare bak (full–floater)  och långslagig 32mm gaffel fram.
Kraftig rörram, fullstora hjul i 21” fram och 18” bak ihop med fjädringen gjorde en TS50 bekväm och stabil både på ojämna skogsstigar och på asfaltsväg.

## Svenska marknaden
För att få ned hastigheten till Sveriges lagstadgade 30 km/h krävdes ett flertal åtgärder.
- 5:e växeln som fanns på andra marknader demonterades.
- Cylindern fick en egen gjutning där kanalen för reedventil saknas.
- Topplocket fick en egen design med större förbränningsutrymme.
- Unik expansionskammare (avgassystem)

Angiven effekt i Sverige: 1,2 hk
Angiven effekt utanför Sverige: 2,9 hk
Utöver den strypta motorn var den Svenska modellen unik på
- Vit reflex på främre lampkåpan
- Oranga reflexer på gaffelkronans nedre del
- Oranga reflexer på förlängda bakre stänkskärm.

| Mått/vikt:                                            |
| ----------------------------------------------------- |
| Längd: 2 140 mm                                       |
| Bredd: 745 mm                                         |
| Höjd:1 155 mm                                         |
| Torrvikt: 88 kg                                       |
| Däckdimensioner: Fram: 2,50x21. Bak: 3,0x18           |
| Tankens kapacitet: 7,0 liter varav 1,3 liter i reserv |
| Motor/transmission:                                   |
| Motortyp: Encylindrig, luftkyld, 2takt                |
| Effekt: 1,2 hk                                        |
| Storlek: 49 cc. Borrning: 41 mm. Slaglängd: 37,8 mm   |
| Kompression: 7,1:1                                    |
| Förgasare: Mikuni VM15SH - 15 mm                      |
| Tändssystem: 12 V brytarlöst CDI                      |
| Koppling: Våt lamellkoppling med 3st lameller         |
| Drevning: fram 12 kugg. Bak 54 kugg                   |